# Thiên hoàng Sujin
Thiên hoàng Sujin (崇神天皇, Sujin-tennō, Sùng Thần Thiên hoàng) là vị Thiên hoàng thứ mười trong lịch sử Nhật Bản, theo Danh sách Thiên hoàng truyền thống., Phần lớn các học giả hiện đại đều đặt câu hỏi về sự tồn tại của ít nhất chín vị Thiên hoàng đầu; và Thiên hoàng Sujin là người đầu tiên mà nhiều người đồng ý rằng có thể đã thực sự tồn tại, vào khoảng thế kỷ thứ 3 hay 4.

## Truyện truyền thuyết
Không có ngày tháng chắc chắn về cuộc đời và triều đại của vị Thiên hoàng này. Sujin được các nhà sử học coi là một "Thiên hoàng truyền thuyết" vì thiếu thông tin về ông, mà cũng không thể phủ định được việc một người như thế đã từng tồn tại. Hơn nữa, các học giả chỉ biết than thở rằng, ở thời điểm này, không có đủ các bằng chứng để nghiên cứu và thẩm tra kỹ càng hơn.
Theo Kojiki và Nihonshoki ông là con trai thứ hai của Thiên hoàng Kaika. Ông đã dựng nên nhiều đền thờ lớn ở tỉnh Yamato, cử các vị tướng đi đánh dẹp các tỉnh khác và đánh bại một hoàng tử nổi dậy chống lại mình. Ông được coi là người chinh phục xứ sở của Nữ vương Himiko hay những người kế vị bà; và còn một thuyết khác cho rằng Himiko là bà cô nội của Thiên hoàng Sujin.
Các thế hệ sau này có thể đã tính cả cái tên này vào danh sách các Thiên hoàng Nhật Bản, do đó, biến ông trở thành một vị Thiên hoàng, một trong nhưng vị vua đầu tiên đồng thời là tổ tiên của Hoàng gia Nhật Bản, đã liên tục ngồi trên ngai vàng kể từ thời đó. Nếu ông có thật, vào thời đó, danh xưng tenno (Thiên hoàng) vẫn chưa được sử dụng, và chính thể mà ông có lẽ đã cai trị cũng không bao gồm toàn bộ hay thậm chí là phần lớn Nhật Bản. Trong sử ký bao gồm cả những người tiếp nối ông trong thời kỳ đã có sử, có lý do để kết luận rằng nếu ông tồn tại thật, vua Sujin có thể chỉ là một tù trưởng hay vua của một vùng vào đầu xã hội bộ lạc Yamato.
Nhà sư Jien ghi lại rằng Thiên hoàng Sujin ngự trị tại cung điện Mizogaki-no-miya tại Shiki, ngày nay là tỉnh Yamato. Ông được xem là một vị vua quan tâm đến nông nghiệp và yêu thích tưới đất; và có thể là ông vua đầu tiên đã đặt ra và thực thi hệ thống thuế má.
Thụy hiệu của ông là Sujin tennō (Sùng Thần Thiên hoàng). Không nghi ngờ gì nữa, cái tên này có dạng Trung Quốc và hàm ý của Phật giáo, nghĩa là nó phải được hợp thức hóa hàng thế kỷ sau triều vua Sujin, có lẽ là dưới thời huyền thoại về nguồn gốc của nhà Yamato được biên soạn thành sử ký với cái tên Kojiki - tức là "Cổ Sự Ký".
Mặc dù nơi an nghỉ cuối cùng của vị Thiên hoàng huyền thoại này vẫn còn chưa biết, lăng mộ Hoàng gia chính thức của vua Sujin ngày nay có thể được đến thăm tại Yanagimoto-cho, thị trấn Tenri gần thành phố Nara.

## Gia quyến
- Hoàng hậu: Mimakihime (御間城姫), daughter of Oohiko (大彦命)
- Hoàng tử Ikumeirihikoisachi (活目入彦五十狭茅尊) (Thiên hoàng Suinin)
- Hoàng tử Hikoisachi (彦五十狭茅命)
- Công chúa Kunikatahime (国方姫命)
- Công chúa Chichitsukuyamatohime (千千衝倭姫命)
- Hoàng tử Yamatohiko (倭彦命)
- Công chúa Ikahime (伊賀比売命)

Tootsuayumemaguwashihime (遠津年魚眼眼妙媛), con gái của Kii no Arakahatobe (荒河戸畔)
- Hoàng tử Toyokiirihiko (豊城入彦命), ông tổ của nhánh Keno　(毛野君)
- Princess Toyosukiirihime (豊鍬入姫命), vị Saiō đầu tiên

Owari no Ooamahime (尾張大海媛)
- Hoàng tử Ooiriki (大入杵命), ông tổ của Noto no kuni no Miyatsuko (能登国造)
- Hoàng tử Yasakairihiko (八坂入彦命)
- Công chúa Nunakiirihime (渟名城入媛命)
- Công chúa Toochiniirihime (十市瓊入媛命)